# هکینگتون، لینکلن‌شر
هکینگتون (به انگلیسی: Heckington) یک روستا و محله مدنی در بریتانیا است که در North Kesteven واقع شده‌است. هکینگتون ۳٬۳۵۳ نفر جمعیت دارد.